# جوما
جوما (به اسپانیایی: Joma) شرکت تولیدکنندهٔ پوشاک ورزشی اسپانیایی است، که در حال حاضر کفش ورزشی و تجهیزات ورزشی برای فوتبال، بسکتبال، والیبال، دو و میدانی، تنیس و … تولید می‌کند. مقر اصلی آن، در شهر پرتییو د تلدو اسپانیا قرار دارد.
جوما در سال ۱۹۶۵ برای تولید کفش‌های معمولی تأسیس شد. در ۱۹۶۸ به سمت تولید کفش‌های ورزشی و تخصصی رفت. پس از موفقیت‌هایی جوما وارد بازار فوتبال شد و پس از مدتی تبدیل به پیشرو و رهبر بازار تولیدکنندگان تجهیزات ورزشی در اسپانیا شد. امروزه جوما بیش از ۷۰ شعبه در سراسر دنیا دارد.
این شرکت سابقه همکاری به عنوان اسپانسر با تیم فوتبال سپاهان و تیم فوتبال ذوب آهن اصفهان و پرسپولیس تهران و سپاهان اصفهان را دارد.

## اسپانسر تیم‌های ملی فوتبال

### کمیته المپیک
- مراکش
- مالت
- پرتغال
- اسپانیا

#### آفریقا
- کنیا
- زیمبابوه

#### آمریکا
- کوبا
- هندوراس
- نیکاراگوئه
- ترینیداد و توباگو

#### آسیا
- قرقیزستان
- مالدیو
- ازبکستان

#### اروپا
- بلغارستان
- رومانی
- اوکراین